# Cesar Bengzon

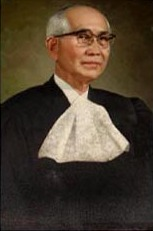
Cesar Bengzon

Cesar Bengzon (* 29. Mai 1896 in Camiling, Provinz Tarlac; † 3. September 1992) war ein philippinischer Jurist. Er wirkte von 1945 bis 1966 als Richter am Obersten Gerichtshof der Philippinen, darunter von 1961 bis 1965 als Präsident des Gerichts, sowie von 1967 bis 1976 als Richter am Internationalen Gerichtshof.

## Leben
Cesar Bengzon begann sein Studium am Ateneo de Manila in Quezon City, wo er 1915 einen Bachelor of Arts erwarb, und schloss es 1919 als Bachelor of Laws an der juristischen Fakultät der University of the Philippines ab. Im gleichen Jahr erhielt er seine Zulassung als Rechtsanwalt. Anschließend begann er eine Laufbahn im Staatsdienst. Darüber hinaus wirkte er von 1928 bis 1932 als Professor und Dekan an der University of Manila, von 1948 bis 1954 war er Professor an der University of Santo Tomas.
Von 1932 bis 1934 übte er das Amt des Solicitor-General aus und fungierte damit als höchstrangigster Rechtsvertreter der philippinischen Regierung. 1936 wurde er Richter am Appellationsgericht, an dem er bis 1945 tätig war. Im gleichen Jahr wurde er durch Staatspräsident Sergio Osmeña an den Obersten Gerichtshof der Philippinen berufen, an dem er zunächst als beisitzender Richter wirkte. Am 28. April 1961 wurde er Präsident des Gerichts, dieses Amt hatte er bis zum 29. Mai 1966 inne. Zum Ende des gleichen Jahres wurde er in Nachfolge des Chinesen Wellington Koo als bisher einziger Jurist seines Heimatlandes zum Richter am Internationalen Gerichtshof in Den Haag gewählt. Seine turnusgemäß neunjährige Amtszeit begann im Februar 1967 und endete im Februar 1976.
Die University of Manila (1957), das Ateneo de Manila (1964), die University of the Philippines (1964) und die University of Santo Tomas (1967) verliehen Cesar Bengzon einen Ehrendoktortitel.